# NGC 3307
NGC 3307 (również PGC 31430) – galaktyka spiralna z poprzeczką (SB0-a), znajdująca się w gwiazdozbiorze Hydry. Odkrył ją John Herschel 22 marca 1836 roku.